# Theodor Tobler
Theodor Tobler (Berna, 24 gennaio 1876 – Berna, 4 maggio 1941) è stato un imprenditore svizzero. Cioccolatiere e uomo d'affari svizzero, è conosciuto per essere stato il creatore, insieme a Emil Baumann, del marchio di cioccolato svizzero Toblerone.

## Biografia
Nacque il 24 gennaio 1876 a Berna da Johann Jakob Tobler (1830-1905), un pasticcere di Lutzenberg, una città dell'Appenzello Esterno vicino al confine austriaco, e Adeline Lorenz Tobler (nata Baumann). Frequentò la scuola a Berna dal 1885 al 1892, ma se ne andò senza diplomarsi. Dopo aver ricevuto un'istruzione commerciale a Ginevra e Venezia, Tobler entrò nell'azienda del padre nel 1894. Con l'aumentare della domanda negli anni successivi, nel 1899 Johann Jakob Tobler trasformò la pasticceria in una fabbrica di cioccolato, chiamandola Fabrique de Chocolat Berne, Tobler & Cie. Nel 1900 l'azienda fu ceduta a Tobler da suo padre.
Nel 1908 Tobler e suo cugino Emil Baumann, direttore di produzione dell'azienda, crearono la tavoletta di cioccolato Toblerone, nominando il prodotto come un portmanteau che combina il cognome di Tobler e torrone, la parola italiana per miele e torrone di mandorle. Tobler fece domanda per un brevetto per il processo di produzione del Toblerone a Berna nel 1909. Il marchio è stato depositato lo stesso anno presso l'Istituto Federale Svizzero della Proprietà Intellettuale, diventando il primo cioccolato al latte brevettato a base di mandorle e miele.
Tobler lasciò l'azienda nel 1933 e acquistò l'azienda dolciaria Klameth a Berna nel 1934. Dopo che i tentativi di produrre gomme da masticare non hanno avuto successo, la società ha acquisito i diritti di distribuzione in Svizzera per le gomme da masticare Wrigley. Nel 1937 fondò l'impresa Typon AG, a Burgdorf, che produceva pellicole per l'industria grafica. Tobler morì a Berna il 4 maggio 1941. 
Massone, a partire dal 1902 fu membro di una loggia appartenente alla « Gran Loggia Svizzera Alpina. »